# Nocturne (dal)
A Nocturne (magyarul: Noktürn) című dal volt az 1995-ös Eurovíziós Dalfesztivál győztes dala, melyet a norvég Secret Garden adott elő norvég nyelven.

## Az Eurovíziós Dalfesztivál
A dal az április 1-jén rendezett norvég nemzeti döntőn nyerte el az indulás jogát.
A dal érdekes színfolt volt a verseny mezőnyében, ugyanis mindössze huszonnégy szóból állt. Sőt, eredetileg az egész dal instrumentális volt, de az EBU kötelezte őket, hogy a versenyre írjanak hozzá szöveget. Az előadás nagy része – 2 perc 11 másodperc – egy hegedű intermezzo volt. Ezzel a Nocturne a leghosszabb instrumentális résszel rendelkező dal a verseny történetében.
A május 13-án rendezett döntőben a fellépési sorrendben ötödikként adták elő, a bosnyák Davorin Popović Dvadeset Prvi Vijek című dala után, és az orosz Filipp Kirkorov Kolibelnaja dlja vulkana című dala előtt. A szavazás során száznegyvennyolc pontot szerzett, mely az első helyet érte a huszonhárom fős mezőnyben. Ez volt Norvégia második győzelme.
A következő norvég induló Elisabeth Andreassen I evighet című dala volt az 1996-os Eurovíziós Dalfesztiválon. Érdekesség, hogy az előző, 1994-es induló is ő volt.
A következő győztes az ír Eimear Quinn The Voice című dala volt.

## Slágerlistás helyezések
| Slágerlisták (1995) | Lh.* |
| ------------------- | ---- |
| Belgium Flandria    | 6    |
| Belgium Vallónia    | 24   |
| Hollandia           | 20   |
| Svédország          | 26   |

*Lh. = Legjobb helyezés.

## Külső hivatkozások
- Dalszöveg
- YouTube videó: A Nocturne című dal előadása a dublini döntőn